# Genuchinus parvulus
Genuchinus parvulus är en skalbaggsart som beskrevs av Jan Krikken 1981. Genuchinus parvulus ingår i släktet Genuchinus och familjen Cetoniidae. Inga underarter finns listade i Catalogue of Life.